# آنا فينزيل
آنا فينزيل (بالألمانية: Anna Wenzel)‏ هي متزلجة فنية نمساوية، ولدت في 2 فبراير 1980 في فيينا في النمسا.

## وصلات خارجية
- آنا فينزيل على موقع الاتحاد الدولي للتزلج (الإنجليزية)